# Атангана Эдоа, Валентен
Валенте́н Атангана́ Эдоа́ (фр. Valentin Atangana Edoa; родился 25 августа 2005) — французский футболист, центральный полузащитник клуба «Реймс».

## Клубная карьера
Валентен родился в Камеруне, а переехав в Францию стал играть в футбол в клубе «Ла Невиллет-Жамен». В 10 лет он попал в академию «Реймса». Проведя много лет в системе клуба, он подписал профессиональный контракт в мае 2022 года.

## Карьера в сборной
В апреле 2022 года Валентен был вызван в сборную Франции возрастом до 17 лет для участия в чемпионате Европы до 17 лет 2022 года. На том турнире Атангана Эдоа принял участие во всех матчах своей сборной, в том числе и в победном финале.

## Достижения
Сборная Франции (до 17 лет)
- Чемпион Европы до 17 лет: 2022